# Шигеллы
Шигеллы (лат. Shigella) — род грамотрицательных палочковидных бактерий, не образующих спор. По происхождению близки к Escherichia coli и Salmonella. Для человека и других приматов являются возбудителями болезней из группы шигеллёзов.
Своё научное название Shigella род получил в честь Киёси Сиги (1871—1957), японского врача и микробиолога, впервые выделившего возбудителя бактериальной дизентерии.

## Классификация
Подразделяются на четыре серогруппы:
- Серогруппа A: S. dysenteriaetypus (15 серотипов (1-й серотип продуцирует Шига-токсин))
- Серогруппа B: S. flexneri (8 серотипов и 9 подтипов)
- Серогруппа C: S. boydii (19 серотипов)
- Серогруппа D: S. sonnei (1 серотип)

Группы A—C физиологически подобны; S. sonnei (группа D) может быть выделена на основании биохимических анализов метаболизма.

## Патогенез
Обычно распространяются через пищу (фекально-оральное загрязнение). В зависимости от возраста и физического состояния человека даже десяти бактериальных клеток может быть достаточно для инфицирования. Вызывают дизентерию, приводящую к разрушению эпителиальных клеток слизистой оболочки сигмовидной и прямой кишок. Некоторые штаммы выделяют энтеротоксин и шиготоксин, сходный с веротоксином, выделяемым E.coli O157:H7.
Симптомы могут включать диарею, лихорадку, тошноту, рвоту, метеоризм и запор. Стул может содержать кровь, слизь или гной. У детей могут случаться припадки. Симптомы могут проявиться через неделю после заражения, но чаще всего начинаются через 2—4 дня после потребления заражённой пищи. Обычно это продолжается несколько дней, но может и затянуться на недели. Последствием инфицирования шигеллами может быть синдром Рейтера.
При лечении дизентерии, вызванной шигеллами, применяются ампициллин, ко-тримоксазол или препараты хинолоновой группы, например ципрофлоксацин.